# Quercus acuta
Quercus acuta és una espècie de roure que pertany a la família de les fagàcies i està dins del subgènere Cyclobalanopsis, del gènere Quercus.

## Etimologia
- Quercus: nom genèric del llatí que designava igualment al roure i a l'alzina.[2]
- acuta: epítet llatí que significa "afilat, punxegut".[3] Degut a la forma de les seues fulles, amb un àpex més marcat.

## Noms vernacles
Al Japó se l'anomena akagashi (赤樫 - あかがし), però també és conegut com a oogashi (大樫 - オオガシ) i oobagashi (大葉樫 - オオバガシ). En coreà és 붉가시.

## Descripció
Quercus acuta és una espècie de roure perennifoli que fa entre 10 i 20 metres d'altura, encara que pot arribar als 25 m d'alçada. La seva capçada és densa d'uns 5 metres de diàmetre i de silueta ovalada o arrodonida amb branques baixes. La seva escorça és de color marró amb talls longitudinals i les seves branques van caient a mesura que l'arbre creix. Sovint presenta múltiples troncs. És un arbre de fullatge dens, amb una taxa de creixement mitjà que preferentment es desenvolupa en llocs oberts i a ple sol. Les seves fulles són perennes, simples, disposades de manera alterna, i són oblong-ovades a lanceolades o el·líptiques, d'àpex acuminat i base d'arrodonida a cuneada. Són senceres, d'entre 5 a 18 cm de llarg, i entre 2 a 6 cm d'ample, i en general ondulades, coriàcies, de color verd fosc brillants per l'anvers, i verds groguenques al revers i la seva venació és pinnada. Al principi els brots són de color marró vermellós, i a la tardor no mostren canvis de coloració. Les seves flors són poc visibles, per ser anemòfils. Floreixen a la primavera, i produeixen glans el·lipsoïdals de color marró amb una cúpula que cobreix un terç. Són poc vistoses i relativament seques o dures, de color marró, allargades, que fan entre 12 i 25 mm de llarg i solen atraure a esquirols i altres mamífers.

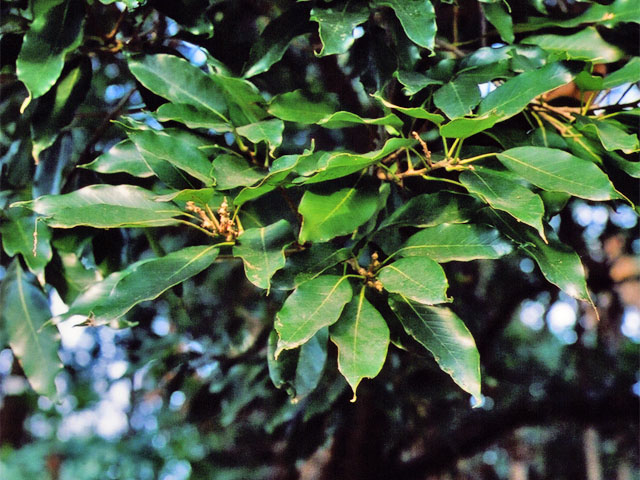
Fulles del Quercus acuta.

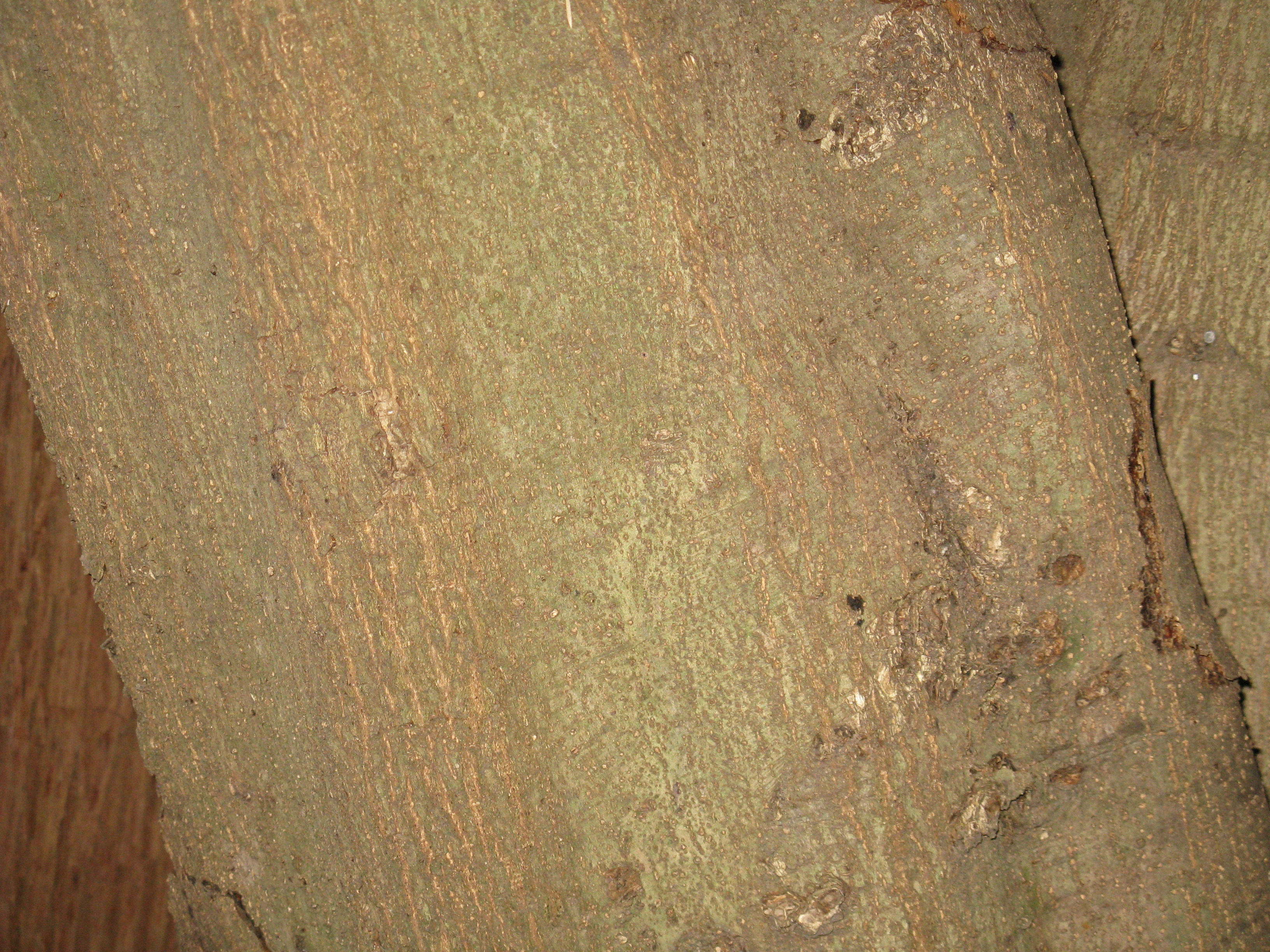
Escorça del Quercus acuta.

## Distribució i hàbitat
És natiu de la Xina, Japó, Taiwan i sud de Corea, amb una bona tolerància als sòls fangosos, d'argila, sorra i àcids, però sempre ben drenats. També té certa tolerància a la sequera, i pràcticament no és una espècie invasiva en altres regions.

## Importància econòmica
El seu creixement dens i la seva grandària petita fan del Quercus acuta un arbre ideal per usar-se en cèrcols de protecció al voltant d'estacionaments o per les plantacions en les franges centrals de les carreteres, també és ideal per ser emprat com un petit arbre d'ombra en carrers residencials, tot i que encara no s'ha comprovat la seva tolerància urbana. En l'actualitat és conreat en petites quantitats per nombrosos vivers. En general requereix de poda per a desenvolupar una estructura forta o per produir l'aclariment sota el seu dosser arbori per a la circulació de vehicles i vianants, a més és una espècie particularment cridanera, i no té espines. Les seves arrels són superficials però no solen ser un problema.

## Taxonomia
Quercus acuta va ser descrita per Carl Peter Thunberg i publicat a Flora Japonica, . . . 175. 1784.